# Йодохи
Йодохи (фр. Yodohi) — деревня в Чаде, расположенная на территории региона Тибести. Входит в состав департамента Восточное Тибести. Население составляют представители субэтнической группы теда народа тубу.

## География
Деревня находится в северо-западной части Чада, в центральной части плоскогорья Тибести, на высоте 1020 метров над уровнем моря.
Йодохи расположен на расстоянии приблизительно 1038 километров к северо-северо-востоку (NNE) от столицы страны Нджамены. Ближайшие населённые пункты: Доге, Селей, Юрюр, Зуи, Осуни, Сердеге, Тиеборо.
Климат деревни характеризуется как аридный жаркий (BWh в классификации климатов Кёппена).

## Транспорт
Ближайший аэропорт расположен в городе Бардаи.